# Collinsville (Virginie)
Pour les articles homonymes, voir Collinsville.
Collinsville est une census-designated place située dans le comté de Henry, dans l’État de Virginie, aux États-Unis. Lors du recensement de 2020, elle comptait 7 380 habitants.